# Hanna Schissler
Hanna Schissler (* 3. Mai 1946 in Bad Kreuznach) ist eine deutsche Historikerin.
Hanna Schissler wurde nach einem Studium der Geschichte an der Universität Bielefeld 1977 promoviert mit der von Hans-Ulrich Wehler betreuten Arbeit über wirtschaftliche, gesellschaftliche und politische Transformationsprozesse in der preußischen Agrargesellschaft zwischen 1763 und 1847. Schissler war von 1981 bis 1988 und von 1997 bis 2009 wissenschaftliche Mitarbeiterin am Georg-Eckert-Institut für internationale Schulbuchforschung in Braunschweig. In der Zeit von 1988 bis 1997 lehrte und forschte sie in den USA, zunächst als wissenschaftliche Mitarbeiterin am Deutschen Historischen Institut in Washington D.C., und von 1992 bis 1997 als Professorin für German Studies an der University of Minnesota. Zwischenzeitlich habilitierte sie sich 1993 an der Universität Hannover, wo sie seit 1999 außerplanmäßige Professorin ist. 1999/2000 hatte sie den Max-Weber-Lehrstuhl für Deutsche und Europäische Studien an der New York University inne, anschließend lehrte sie im Wintersemester 2000/2001 auf dem Käthe-Leichter-Lehrstuhl an der Universität Wien mit dem Schwerpunkt der Geschlechterstudien. In den Jahren 2004 und 2006 war sie Gastprofessorin an der Central European University in Budapest. Im Jahr 2000 begann sie sich zum Coach aus- und weiterzubilden.
Ihre Forschungsschwerpunkte sind die deutsche Sozialgeschichte des 18. und 19. Jahrhunderts, Geschichte der Bundesrepublik, europäische und nordamerikanische Geschlechtergeschichte und die historische Epistemologie sowie Weltgeschichte. Sie veröffentlichte über 65 Aufsätze in wissenschaftlichen Zeitschriften und Sammelbänden.

## Schriften (Auswahl)
Monografie
- Preußische Agrargesellschaft im Wandel. Wirtschaftliche, gesellschaftliche und politische Transformationsprozesse von 1763 bis 1847 (= Kritische Studien zur Geschichtswissenschaft. Bd. 33). Vandenhoeck und Ruprecht, Göttingen 1978, ISBN 3-525-35988-8 (Zugleich: Bielefeld, Universität, Dissertation, 1977).

Herausgeberschaften
- Geschlechterverhältnisse im historischen Wandel (= Geschichte und Geschlechter. Bd. 3). Campus-Verlag, Frankfurt am Main u. a. 1993, ISBN 3-593-34761-X.
- mit Hans-Ulrich Wehler: Preußische Finanzpolitik 1806-1810. Quellen zur Verwaltung der Ministerium Stein und Altenstein. Bearbeitet von Eckart Kehr. Vandendoeck & Ruprecht, Göttingen 1984, ISBN 3-525-36181-5.
- Schulbuchverbesserung durch internationale Schulbuchforschung? Probleme der Vermittlung zwischen Schulbuchkritik und Geschichtsbuch am Beispiel englischer Geschichte (= Studien zur internationalen Schulbuchforschung. Bd. 40). Georg-Eckert-Institut für Internationale Schulbuchforschung, Braunschweig 1985, ISBN 3-88304-240-4.
- Perceptions of History. International Textbook Research on Britain, Germany and the United States. (herausgegeben zusammen mit Volker R. Berghahn). Berg, Oxford/New York/Hamburg 1987, ISBN 0-85496-526-2
- The Miracle Years. A Cultural History of West Germany, 1949–1968. Princeton University Press, Princeton NJ  2001, ISBN 0-691-05819-9.
- The Nation, Europe and the World. Textbooks and Curricula in Transition (herausgegeben zusammen mit Yasemin Nuhoglu Soysal). Berghahn Books, New York, Oxford 2005,  ISBN 1-57181-549-X
- Conflict, Catastrophe, and Continuity. Essays in Modern German History. Festschrift für Volker R. Berghahn (herausgegeben zusammen mit Frank Biess und Mark Roseman). Berghahn Books, New York, Oxford 2007, ISBN 978-1-84545-200-1